# 施蒂德尼茨-舍讷马克
施蒂德尼茨-舍讷马克（德語：Stüdenitz-Schönermark）是德国勃兰登堡州的一个市镇，隶属于东普里格尼茨-鲁平县。总面积为24.39平方千米，截至2020年总人口为581人。